# Hodande Maoudo
Hodande Maoudo est une localité du Cameroun située dans l'arrondissement de Bogo, le département du Diamaré et la région de l’Extrême-Nord. 

## Population
En 1975, la localité comptait 63 habitants, des Peuls.
Lors du recensement de 2005, on y a dénombré 128 personnes, dont 55 hommes et 73 femmes.